# Радуч

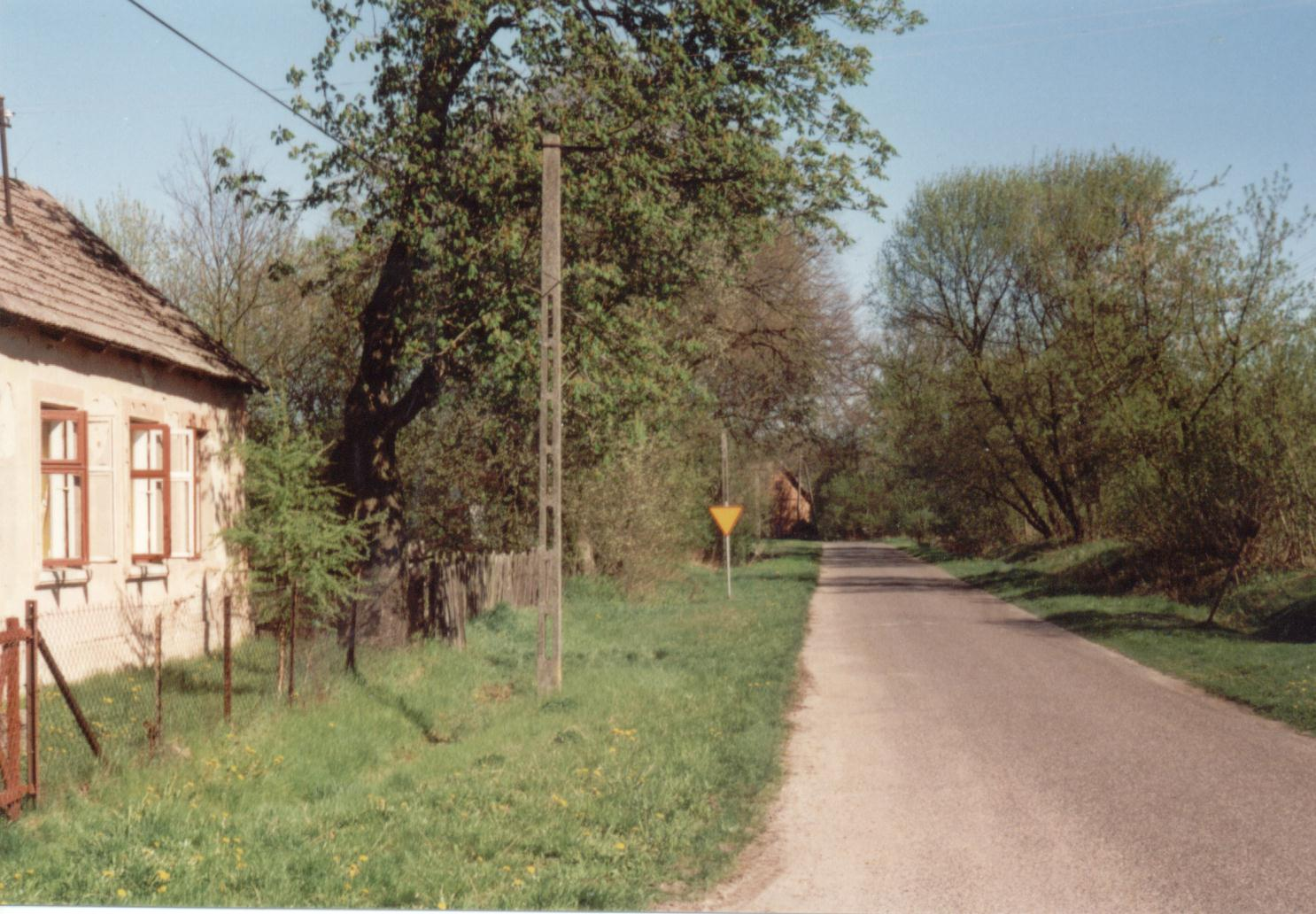
Деревня

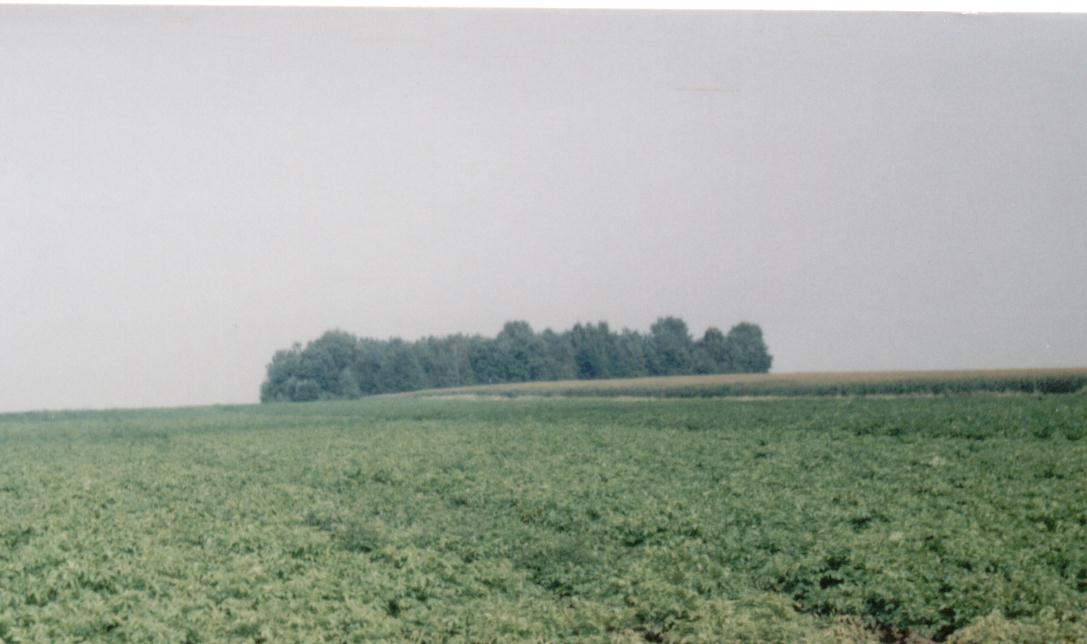
бывшеe вoeннoe pycскoe кладбище

Радуч (пол. Raducz) — деревня в Польше, в Лодзинском воеводстве, в Скерневицком повяте, в гмине Новы-Кавенчин. Расположена в центре страны, в 80 километрах к юго-западу от Варшавы, на реке Равке.
Деревня основана в XVIII веке.
Население составляет около 30 жителей.
В период с 1895 года по 1914 год недалеко находился летний лагерный сбор Варшавского военного округа.
Около 2 км к востоку от деревни находится бывшее военное русское кладбище. На кладбище похоронены русские солдаты, умершие во время военной службы в Радуче, и погибшие во время I-oй мировой войны (1914 и 1915 годов).